# Денис Вишневський
Денис Вишневський — український зоолог, радіоеколог, автор низки книг та статей про екологію Чорнобильської зони відчуження.
Закінчив біологічний факультет Міжнародного Соломонова університету. Денис Вишневський — начальник групи радіаційно-екологічного моніторингу ДСП «Екоцентр». Працює в зоні відчуження з 2000 року. Серед його інтересів — радіоекологія наземних екосистем та біорізноманіття Чорнобильської зони.
У 2007 року був одним з організаторів 14-ї ("чорнобильської") Теріологічної школи-семінару, учасники якої базувалися в таборі Екополіс, а працювали в різних місцях, включаючи екскурсійні заняття та сесії в самому таборі, а також в Чорнобилі та в м. Прип'ять, з відвіданням природних куточків, зокрема й пасовищ з кіньми Пржевальського. Ця теріошкола мала назву «Моніторинг фауни та дистанційні дослідження ссавців» і проходила 24–28 вересня 2007 р.

Денис Вишневський на екскурсії під час проведення XVIII Теріологічної школи-семінару, Казантипський природний заповідник, вересень 2011 р.

З 2019 року очолює науковий відділ Чорнобильського біосферного заповідника.

## Публікації в галузі радіоекології
- Кірєєв С., Вишневський Д., Обрізан С., Халява В. Сучасні тенденції в інформаційному забезпеченні управління об'єктами з високим ризиком виникнення надзвичайних ситуацій // Бюлетень екологічного стану Зони відчуження. — 2005. — № 2. — С. 41–47.
- Кірєєв С., Вишневський Д., Обрізан С. Радіаційний стан на території зони відчуження у 2010 році // Бюлетень екологічного стану зони відчуження і зони безумовного відселення. — 2011. — № 1. — С. 37–62.

## Публікації в галузі екології тварин
- Вишневський Д. Аналіз угруповань унгулят України з позиції сталої Хатчінсона // Вісник Луганського державного педагогічного університету імені Тараса Шевченка. Біологічні науки. — 2002. — Випуск 1. — С. 195—198. пдф [Архівовано 25 листопада 2018 у Wayback Machine.]
- Вишневський Д. Особливості зооценозів Зони відчуження ЧАЕС в післяаварійний період // Науковий вісник Ужгородського університету. Серія: Біологія. — 2004. — Випуск 15. — С. 20–23. пдф [Архівовано 6 березня 2022 у Wayback Machine.]
- Вишневський Д. Результати інтродукції коня Пржевальського (Equus przewalskii) в Зону відчуження ЧАЕС // Науковий вісник Ужгородського університету. Серія: Біологія. — 2005. — Випуск 17. — С. 39–41. пдф [Архівовано 31 січня 2017 у Wayback Machine.]
- Гащак С. П., Вишневський Д. О., Заліський О. О. Фауна хребетних тварин Чорнобильської зони як передумова створення заповідних об'єктів на її території // Бюлетень екологічного стану Зони відчуження. — 2006. — № 1. — С. 41–47. (пдф [Архівовано 31 січня 2017 у Wayback Machine.])
- Вишневский Д. Половая структура популяций мелких млекопитающих зоны отчуждения Чернобыльской АЭС // Фауна в антропогенному ландшафті / Під ред. І. Загороднюка. — Луганськ, 2006. — С. 56–58. — (Праці Теріологічної Школи, Вип. 8). пдф [Архівовано 3 квітня 2018 у Wayback Machine.]
- Годлевская Е., Вишневский Д., Атамась Н. Синантропизация фауны: вопросы терминологии // Фауна в антропогенному ландшафті / Під ред. І. Загороднюка. — Луганськ, 2006. — С. 6–13. — (Праці Теріологічної Школи, Вип. 8). пдф [Архівовано 3 квітня 2018 у Wayback Machine.]
- Вишневський Д., Котляров О. Оцінки чисельності макрофауни ссавців Зони відчуження Чорнобильської АЕС: аналіз різних джерел даних // Раритетна теріофауна та її охорона. Луганськ, 2008. С. 21–27. (Праці Теріологічної школи. Випуск 9). (пдф [Архівовано 3 січня 2018 у Wayback Machine.])

## Монографічні праці
- Гащак, С. П., Вишневський, Д. О., Заліський, О. О. Фауна хребетних тварин Чорнобильської зони відчуження (Україна) / За заг. ред. С. П. Гащака. — Славутич, 2006. — 100 с.[3]

- Чернобыль. Реальный мир / Денис Вишневський, Сергій Паскевич. Видавництво: Эксмо, 2010. — 224 с. (Серія книг: Проект STALKER. Реальный мир).[4]

- Чернобыльская зона глазами сталкера / Денис Вишневський, Сергій Паскевич, Кирило Степанець. Київ: Видавництво Скай Хорс, 2017. — 400 стор.[5]

- Радиоэкологический мониторинг лесов в ситуации крупной радиационной аварии / Д. А. Вишневский, Н. Е. Зарубина, О. Л. Зарубин. — Киев, 2015. — 114 с. Radio-ecological monitoring of forests in the context of a large nuclear accident / D. A. Vishnevsky, N. E. Zarubina, O. L. Zarubin. — Kyiv, 2015. — 114 p. (книгу видано у двомовному форматі). ISBN 978-617-7457-05-2.